# Ostrea angasi
Ostrea angasi (лат. Ostrea angasi) је ендемска врста шкољки из јужне Аустралије, од западне Аустралије до југоисточног Новог Јужног Велса и око Тасманије.

## Станиште
Ову врсту налазимо на заштићеном пешчаном дну на дубини између 1 и 30 м.

## Исхрана
Ова врста остриге, као и све друге врсте хране се филтријајући воду кроз своје шкрге, и на тај начин се хране планктонима, микроалгама или неорганским материјама.

## Пословни брања
Гребени са остригама у јужној Аустралији су у великој мери уништени током експлоатације у 19. и почетком 20. века. Остриге су скупљане багером директно са морског дна.
У 21. веку, узгајивачи јестивих шкољки у јужној Аустралији почели експериментално са узгојем Ostrea angasi као могућност да прошире своје пословање. То је навело друге узгајиваче који су имали огромне губитке гајећи друге врсте шкољки, да почну са узгојем ове врсте.